# كينيث لي بايك
كينيث لي بايك (بالإنجليزية: Kenneth Lee Pike)‏ هو مترجم وعالم إنسان أمريكي، ولد في 9 يونيو 1912 في وودستوك ‏ في الولايات المتحدة، وتوفي في 31 ديسمبر 2000 في دالاس في الولايات المتحدة.

## وصلات خارجية
- كينيث لي بايك على موقع الموسوعة البريطانية (الإنجليزية)